# Gentile Baglioni
Gentile Baglioni (* um 1466 in Perugia; † 3. August 1527 ebendort) war ein italienischer Condottiere, Bischof, Graf von Bettona und Herr von Perugia.

## Leben
Gentile wurde um 1466 in Perugia als Sohn von Guido und Costanza Varano geboren. Im Alter von 17 Jahren, im Jahr 1483, nahm er mit seinem Vater und seinem Onkel Rudolfo an der Befreiung der von Niccolò Vitelli belagerten Burg von Celalba teil. Kurz darauf wurde er von seinen Verwandten gezwungen eine kirchliche Laufbahn einzuschlagen. Nach dem Tod des Bischofs von Perugia kandidierte er als Nachfolger für das Bischofsamt. Papst Alexander VI. entschied sich jedoch für einen anderen Kandidaten.
1495 wurde Perugia von den Oddi angegriffen und Gentile beteiligte sich erfolgreich an der Verteidigung der Stadt. Im Jahr 1500 wurde von Grifonetto Baglioni ein Attentat auf die Familie verübt. Durch den Lärm aufgeschreckt, der beim Angriff von Carlo Baglioni auf den Palast von Guido entstand, konnte er nach Spello flüchten. An 15. Juli kehrte er nach Perugia zurück und tötete Grifonetto.
Zusammen mit seinem Cousin Giampaolo, Ermes Bentivoglio, Vitellozzo Vitelli und einem Vertreter von Pandolfo Petrucci schloss er eine Allianz gegen die Borgias. Aber Cesare Borgia konnte mit Unterstützung der Franzosen Senigallia, Perugia und Città di Castello besetzen, so dass Gentile zuerst nach Siena und danach nach Lucca, Pisa und Florenz fliehen musste. Erst nach dem Tod von Papst Alexander VI. konnten sie im Jahr 1503 nach Perugia zurückkehren.
Im Januar 1502 wurde er Koadjutor von Giorgio Della Rovere, dem Bischof von Orvieto. Als dieser im Jahr 1505 starb, zog Baglioni feierlich als Bischof in die Stadt ein. Gentile war nur selten und kurz in Orvieto. Zusammen mit Giampaolo trat er in den Dienst von Julius II., um Bologna wieder unter päpstliche Oberhoheit zu bringen. 1511 verzichtete er zugunsten seines Neffen Ercole auf das Bistum Orvieto und wurde zu einem der Konservatoren von Perugia gewählt. 
Da er die Weihe noch nicht erhalten hatte, konnte er im folgenden Jahr Giulia Vitelli, die Schwester von Alessandro, heiraten, mit der er die Söhne Astorre, Adriano, Guido und vier Töchter hatte.
1516 nahm er als Hauptmann der päpstlichen Truppen an der Seite von Giampaolo am Krieg gegen Francesco Maria della Rovere teil, der von Leo X. befohlen wurde, um Lorenzo de’ Medici das Herzogtum Urbino zu sichern. Nachdem er besiegt wurde, musste er mit Giampaolo nach Perugia flüchten. Giampaolo wurde beschuldigt mit Della Rovere Frieden geschlossen zu haben, worauf er sich nach Castiglione del Lago zurückzog, wo er sich gegen die Angriffe von Gentile verteidigen musste. Giampaolo wurde von Papst Leo X. nach Rom gerufen und in der Nach des 11. Juni 1520 in der Engelsburg enthauptet. Gentile erhielt danach nicht nur seine Besitztümer zurück, sondern auch das Vermögen von Giampaolos Söhnen.
Nach dem Tod von Leo X. wurde er von den Söhnen Giampaolos, Orazio und Malatesta, die sich mit Della Rovere verbündet hatten, angegriffen. Nachdem die Florentiner Truppen auf Befehl des Kardinalskollegiums Perugia verlassen mussten, schloss er sich in der Stadt ein. Nachdem Vitello Vitelli von einem Schioppetto-Schuss am Fuß getroffen wurde und nach Città di Castello flüchtete, musste auch Gentile die Stadt verlassen, da er einen Volksaufstand befürchten musste. Gentile versuchte darauf erneut die Stadt einzunehmen. Das Kardinalskollegium überredet ihn, von seinem Vorhaben abzulassen und sich mit seinen Verwandten zu versöhnen, aber dieser Schlichtungsversuch scheiterte. 
1522 kehrte er nach Perugia zurück. Als Orazio ebenfalls in die Stadt zurückkehrte, kam es erneut zu Unstimmigkeiten und der Legat Passerini sah sich gezwungen beide Baglioni zu verbannen. Nach der Thronbesteigung von Clemens VII. wurden beide im Januar 1524 in der Engelsburg inhaftiert. Es wurden auch mehrere von den Baglioni in Spello geschützte Verbannte gefangen genommen und gehängt. Gentile wurde am 29. Juni 1524 freigelassen, während Orazio bis zum 31. Dezember 1526 inhaftiert blieb. 1527 wurde ein neuer Frieden vereinbart und in Perugia feierlich begangen. Gentile und Oratio erhielten das Kommando über die Truppen aus Perugia und den Auftrag, die Sienesen anzugreifen. Ausgelöst durch die Unstimmigkeiten der beiden Hauptleute misslang dieser Angriff. Nach dem Sieg der Kaiserlichen wurden er und Galeotto Baglioni verdächtigt, zum gegnerischen Lager übergelaufen zu sein. Gentile verließ Perugia, während Malatesta und Orazio Baglioni von Della Rovere wieder ihre Grundherrschaft erhielten. 
In der Nacht des 3. August 1527 drangen einige der Hauptleute von Orazio Baglioni mit drei Familienmitgliedern in sein Zimmer ein und töteten ihn und seine Neffen Alessandro und Fileno. Am nächsten Morgen wurde er in Perugia im Morgengrauen in der Kirche Santa Maria dei Servi beigesetzt.